# يان فان إيجدين
يان فان إيجدين (بالألمانية: Jan van Eijden) مواليد 10 أغسطس 1976 في باد نوينار-آرفايلر، ألمانيا، هو دراج ألماني سابق. سبق أن شارك في دورة الألعاب الأولمبية الصيفية.

## روابط خارجية
- يان فان إيجدين على موقع أرشيف الدراجات (الإنجليزية)
- يان فان إيجدين على موقع أوليمبيديا (الإنجليزية)